# Ruellia shaferiana
Ruellia shaferiana är en akantusväxtart som beskrevs av Ignatz Urban. Ruellia shaferiana ingår i släktet Ruellia och familjen akantusväxter. Inga underarter finns listade i Catalogue of Life.